# Caledonia, Illinois
Caledonia är en ort i Boone County i delstaten Illinois, USA.